# Contea di Fürstenberg-Heiligenberg
La Contea di Fürstenberg-Heiligenberg fu uno stato sito a sud del Baden-Württemberg, in Germania, collocato nello storico territorio di Heiligenberg.

## Storia

### Origini
Si originò dalla partizione del Fürstenberg-Baar nel 1559, e si divise nuovamente in seguito in se stessa e nel Fürstenberg-Donaueschingen nel 1617. 

Stemma originale di Heiligenberg

La contea di Heiligenberg era stata incamerata dai Fürstenberg con il matrimonio del conte Friedrich II (1534-59) con Anna (1534-54), figlia del conte Christoph von Montfort (1500-34), ultimo signore di Heiligenberg.

### Elevazione a Principato
Nel 1664 la famiglia acquistò il langraviato principesco di Baar e con il conte Erdmann Egon divennero principi dell'impero nel 1667 con voto alla Dieta. 
Nel 1698 ereditò la contea di Donaueschingen (il cui ramo cadetto si estinse nel 1727. Il successore, conte Anton Egon (1656-1716), divenne viceré di Sassonia, quando l'elettore sassone, divenuto re di Polonia, si trasferì a Varsavia. 
Possedevano la contea e il baliaggio di Heiligenberg e Neufrach, il langraviato di Baar (1664) con i baliaggi di Huefingen, Moehringen, Blumberg, Laufingen, Neustadt, Donauschingen, le signorie di Moesskirch con i baliaggi di Waldsperg, Wildenstein e di Gundelfingen con il baliaggio di Neufrach, la signoria di Hausen con i baliaggi di Wolfach e Haslach (Hendringen), la signoria di Jungnau. 
Il titolo di Principe del Sacro Romano Impero fu confermato con diploma imperiale del 10 dicembre 1716 al loro lontano parente conte Joseph Wilhelm Ernst (1716-62).

## Sovrani di Fürstenberg-Heiligenberg
Conti di Fürstenberg-Heiligenberg (1559 - 1664) 
- Gioacchino (1559 - 1598)
- Federico (1598 - 1617)
- Guglielmo (1617 - 1618)
- Ernesto Egon (1618 - 1635)
- Ferdinando Federico Egon (1635 - 1662) con
  - Ermanno Egon (1635 - 1664)

 Principi di Fürstenberg (1664 - 1716) 
- Ermanno Egon (1664 - 1674)
- Antonio Egon (1674 - 1716) con
  - Massimiliano Giuseppe (1676)